# Armoracia
Armoracia là chi thực vật có hoa trong họ Cải.